# Franc Breckerfeld
Franc Breckerfeld, slovenski teolog, matematik, astronom in latinist, * 17. februar 1681, Ljubljana, † 29. oktober 1744, Cluj, Romunija.
V poznejših letih je bil Breckerfeld astronom Kraljevega observatorija v Cluju. Napisal je priročnik o merjenju časa Compendium horographiae (Košice 1732 do 1734), razpravo o odklonih nihal Dissertatio de deviationibus pendulorum (Cluj 1742) in še nekaj drugih latinskih knjig in več priročnikov iz horologije.